# Jean Baptiste Christophore Fusée Aublet
Jean Baptiste Christophore Fusée Aublet (Salon-de-Provence, 4. studenoga 1720. – Pariz, 6. svibnja 1778.)  je bio francuski ljekarnik, botaničar i istraživač.
Rodio se u mjestu Salon-de-Provence. Pridružio se Francuskoj Istočnoindijskoj kompaniji i 1752. su ga poslali na Mauricijus (onda se zvao l'Île de France) da bi osnovao ljekarnu i botanički vrt. Ondje je radio devet godina. Tijekom boravka na tom otoku su ga optuživali da je uništavao biljke iz zbirke Pierrea Poivrea jer je bio ljubomoran na njegov uspjeh.
1762. ga šalju u Cayenne u Francusku Gvajanu, gdje je prikupio veliki herbarij što mu je omogućilo pripremiti njegov rad Histoire des plantes de la Guiane française kojeg je objavio 1775., a sadržavao je skoro 400 gravura u bakru.
Kad je Fusée Aublet 1778. umro, svoj je herbarij ostavio Jean-Jacquesu Rousseauu, no potonji je također umro nakon dva mjeseca. Naposljetku ga je 1953. kupio pariški Nacionalni prirodoznanstveni muzej.
U biologiji se rabi kratica Aubl. kad se citira botaničko ime.

## Vanjske poveznice
- Digitalizirani radovi Fuséea Aubleta na Botanicus.org
- Histoire des plantes de la Guiane Francoise, Aublet, Knjižnica nasljeđa bioraznolikosti